# Fernando Di Fonzo
Fernando Di Fonzo es un exmilitar argentino, perteneciente a la Armada Argentina, que alcanzó la jerarquía de Capitán de Navío. Ocupó el cargo de interventor federal y Gobernador de facto de Misiones, del 31 de octubre al 28 de noviembre de 1978, durante la presidencia de facto de Jorge Rafael Videla durante el Proceso de Reorganización Nacional.

## Carrera
Posteriormente a asumir como Gobernador de Misiones, se había desempeñado como Ministro de Gobierno del también gobernante de facto Rodolfo Poletti entre 1977 y 1978. Se ordenó su detención en 2006 por crímenes de lesa humanidad cometidos, como la desaparición del decano de la Facultad de Ingeniería química de la Universidad Nacional de Misiones, Alfredo González y una veintena de personas más.